# Głowaczów (gromada)
Głowaczów – dawna gromada, czyli najmniejsza jednostka podziału terytorialnego Polskiej Rzeczypospolitej Ludowej w latach 1954–1972.
Gromady, z gromadzkimi radami narodowymi (GRN) jako organami władzy najniższego stopnia na wsi, funkcjonowały od reformy reorganizującej administrację wiejską przeprowadzonej jesienią 1954 do momentu ich zniesienia z dniem 1 stycznia 1973, tym samym wypierając organizację gminną w latach 1954–1972.
Gromadę Głowaczów siedzibą GRN w Głowaczowie utworzono – jako jedną z 8759 gromad na obszarze Polski – w powiecie kozienickim w woj. kieleckim, na mocy uchwały nr 13e/54 WRN w Kielcach z dnia 29 września 1954. W skład jednostki weszły obszary dotychczasowych gromad Głowaczów, Emilów, Leżenice, Rogożek, Michałów, Moniochy, Lipa wieś i Lipa kol. ze zniesionej gminy Głowaczów w tymże powiecie. Dla gromady ustalono 22 członków gromadzkiej rady narodowej.
31 grudnia 1959 do gromady Głowaczów przyłączono obszar zniesionej gromady Mariampol w tymże powiecie.
31 grudnia 1961 z gromady Głowaczów wyłączono wsie Grabnowola, Dąbrówki Grabnowolskie i Ignacówka oraz kolonię Grabnowola włączając je do znoszonej gromady Łękawica Stara w tymże powiecie.
Gromada przetrwała do końca 1972 roku, czyli do kolejnej reformy gminnej. 1 stycznia 1973 reaktywowano gminę Głowaczów.